# Olga Fonda
Pour les articles homonymes, voir Fonda.
Olga Tchakova, connue professionnellement comme Olga Fonda, née le 1er octobre 1982 à Oukhta, est une actrice et mannequin russe.

## Biographie
Elle a joué des rôles notamment pour des séries télévisées (Nip/Tuck, Ugly Betty, Entourage, How I Met Your Mother, Melrose Place : Nouvelle Génération, Vampire Diaries, Nikita, Hawaii 5-0, Altered Carbon etc.).

## Filmographie

### Cinéma
- 2009 : Love Hurts : Valeriya
- 2010 : Mon beau-père et nous : Svetlana
- 2011 : Crazy, Stupid, Love. : Danielle (non créditée)
- 2011 : Real Steel : Farra Lemkova
- 2011 : Space Time: L'ultime Odyssée : Russian Girl (non créditée)
- 2014 : Olvidados : Lisa
- 2017 : 11 septembre (9/11) de Martin Guigui : Tina
- 2017 : Curse of the Mayans : Eli
- 2018 : Web of Fries : Big Fry Female 1

### Courts-métrages
- 2011 : Captain Fork

### Télévision

#### Séries télévisées
- 2006 : Nip/Tuck : Elena
- 2007 : Ugly Betty : Model #3
- 2009 : Entourage : Salesgirl
- 2009 : How I Met Your Mother : Candy
- 2009 : Melrose Place: Nouvelle Génération : Party Girl
- 2010 : Svetlana : Olga
- 2013 : Nikita : Larissa
- 2013-2014 : Vampire Diaries : Nadia Petrova
- 2015 : Agent X : Olga Petrovka
- 2016 : Hawaii 5-0 : Anna Novick
- 2018 : Altered Carbon : Sarah

#### Téléfilms
- 2013 : The Breakdown : Chloe
- 2016 : Kat Fight! : Angelika